# الإبكي
الإبكي أو جتروفا فاريجاتا أو دندل (باللاتينية: Jatropha variegata) (الاسم العلمي:الإبكي) شُجيرة تنمو على الأراضي الصخرية بالقُربِ مِن الحُقول. تُصَنَّفُ مِن النباتات الوِعائية كاسيات البذور مِن رتبة الملبيغيات، أُسرة الفربونيات مِن فصيلة اللبنيات.
أُطلِقَ عليها هذا الاسم نظراً للعُصارة التي تحتويها، فعندما يتم قطف إحدى ثِمارها أو إحدى أغصانِها فإنها تقوم بإفراز عُصارة شفافة اللون شبيهة بالدموع (كأنها تقوم بالبكاء).

## وصفها
تنمو هذه النبتة على هيئة شُجيرات.

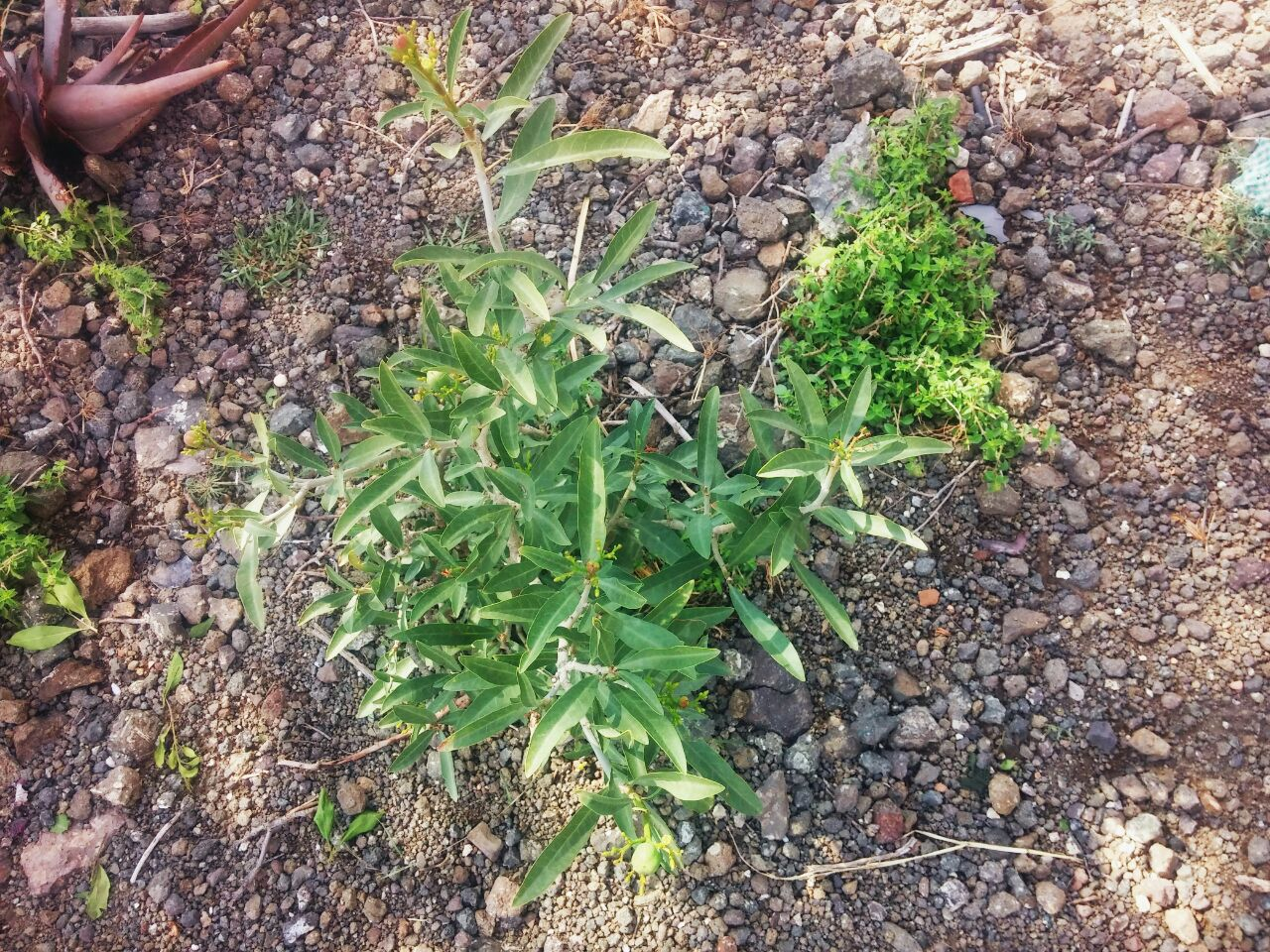
شجيرة الإبكي

جذورها تمتد إلى أسفل التُربة (فقد تصل عُمقها إلى حوالي 1م). وارتفاع هذه الشُجيرة قد يصل إلى مترٍ واحد. أوراقها شبكية ضيقة وطويلةٌ قليلاً.

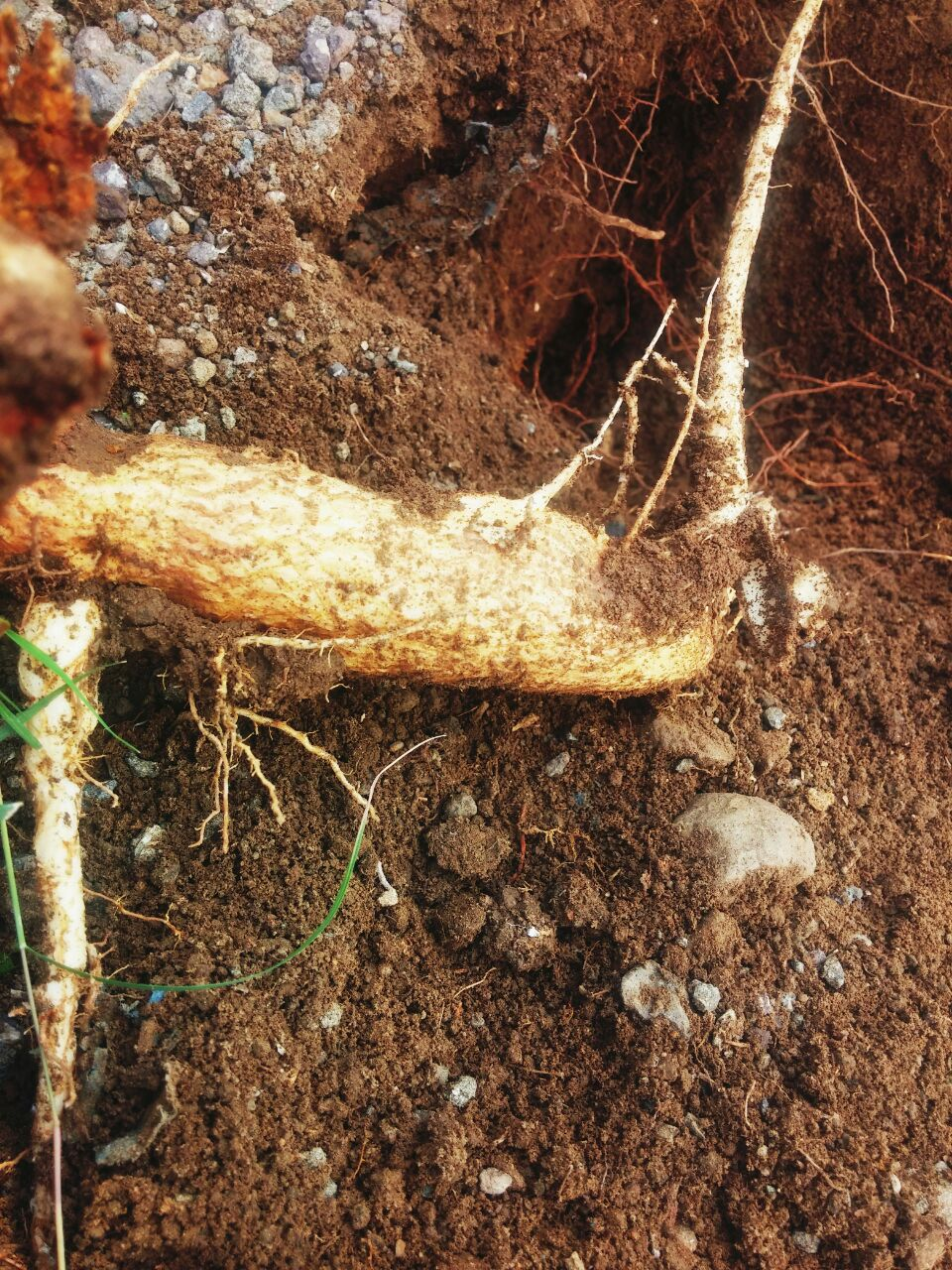
جذور شجيرة الإبكي

بينما ثِمارها صغيرة الشكل، خضراء اللون عندما تكون غير ناضجة، بينما تكون خضراء-محمرة عندما تنضج.

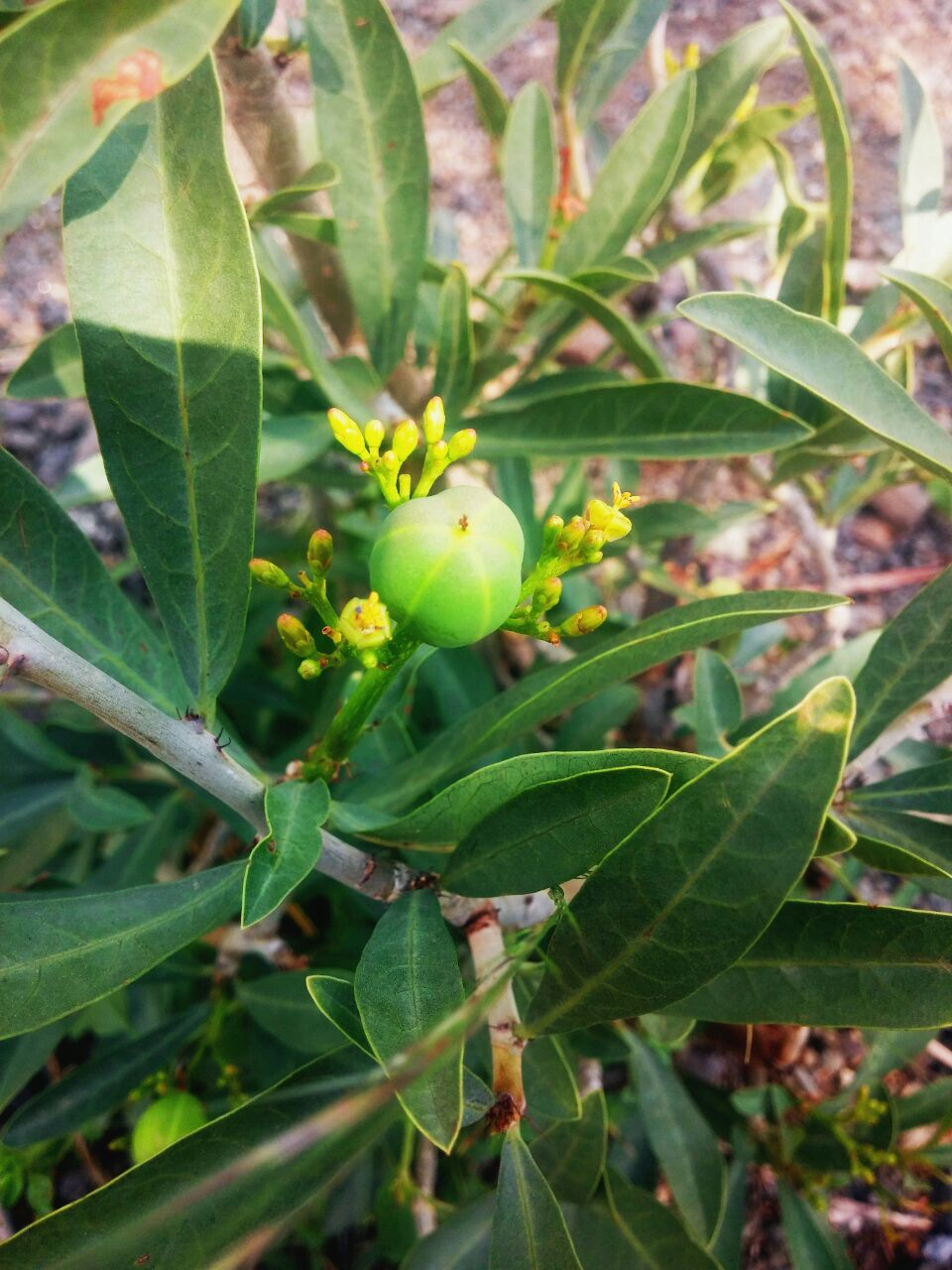
قبل نضوج الثمرة

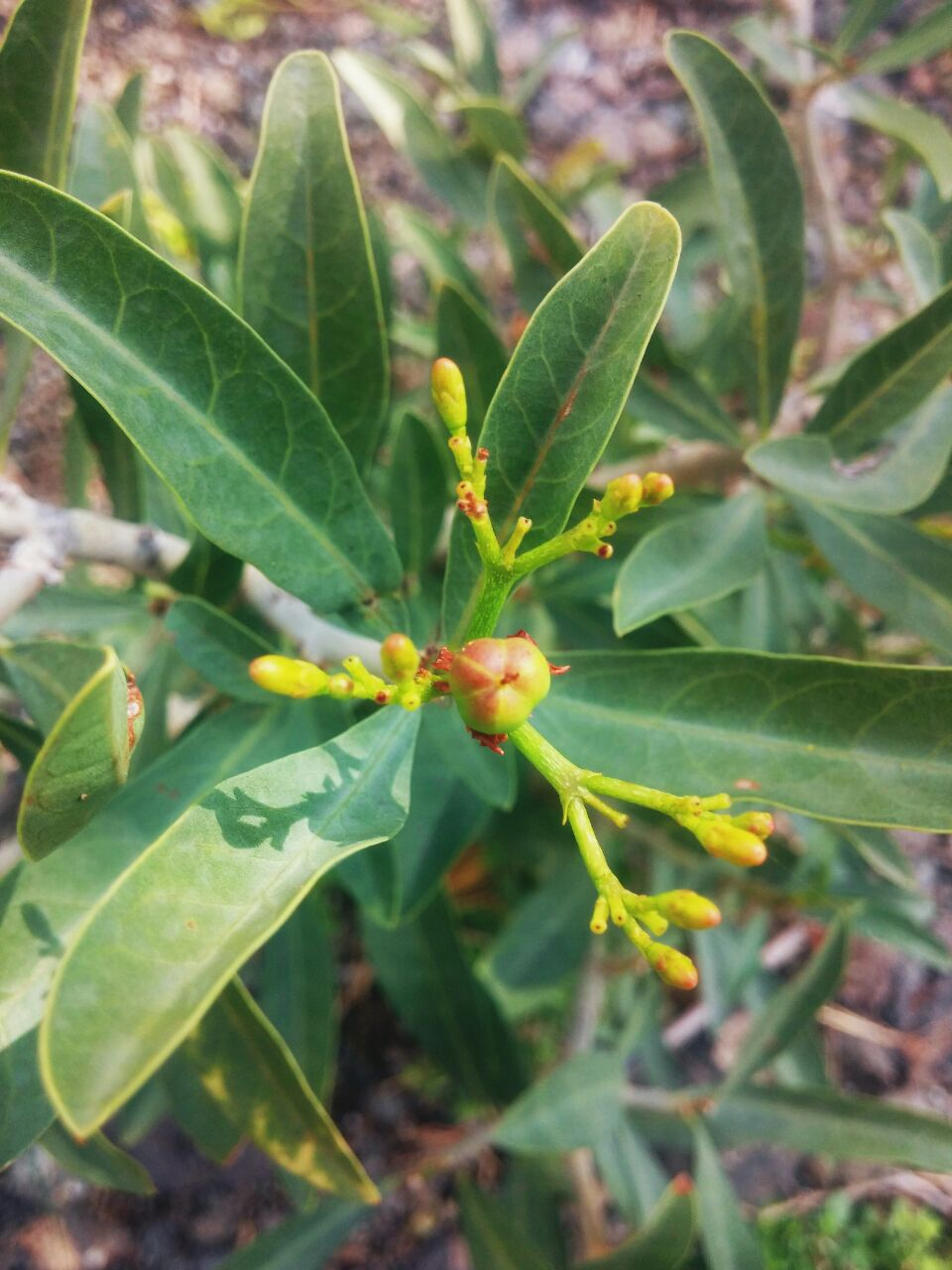
بعد نضوج الثمرة

تحتوي على بعض الأشواك (عند تفرع الأوراق).

## إنتشارها
تنتشرُ على سُفوحِ الجِبال وبالقربِ مِن الحُقول (الأحوال). تُفضِّلُ المناطق الجبلية والأراضي الصخرية.

## تواجدها
تتواجد في الحجرية، والضباب، والعدين، ووصاب، وشرس، وكحلان، والحبيلين ، وبني شيبة والحوف بالإضافة إلى الكثيرِ من المناطق الواقعة في اليمن.

## فوائدها واستخداماتها
1. تُستَخدَم لمعالجةُ الجُروح ولإيقاف النزيف (فهذا يعتبر من أهم استخدامتها وفوائِدها)
2. تُستَخدَمُ كمانع للحمل ( كما يستخدما أهالي قرية بني شيبة الواقعة في محافظة تعز)